# チャンピオン (チェーンストア)

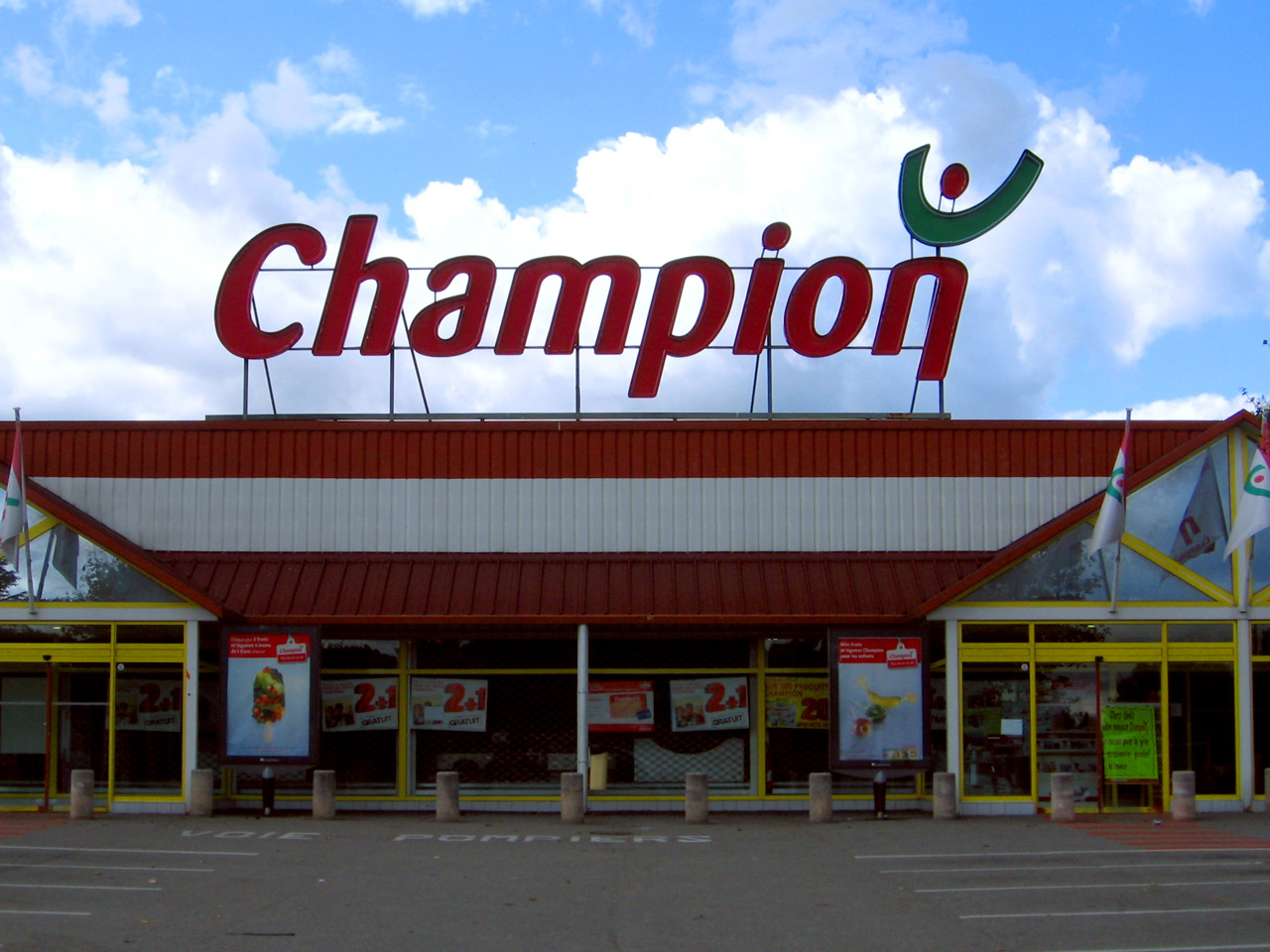
Champion

チャンピオン（Champion）は、フランスに拠点を置くスーパーマーケットのブランド。2005年にカルフールに買収された。多国籍企業。日本ではシャンピオンとも表記される。
買収によりブラジル、トルコなどフランス国外の店舗は全てカルフールに転換された。またフランス国内の店舗も2008年より順次カルフールに転換を始めており、2010年にはChampionの店舗は全てカルフールに転換され、「Champion」ブランドは消滅する見込みである。
かつて1993年から2008年まで、ツール・ド・フランスの山岳賞ジャージであるマイヨ・ブラン・ア・ポワ・ルージュ（マイヨ・グランペール）のスポンサーを務めていたが、2009年よりスポンサーを親会社のカルフールに交代している。

## 出店している国
全てカルフールに転換する予定である。
- フランス
- ベルギー
- スペイン
- ポーランド
- ギリシャ
- アルゼンチン